# NGC 2501
NGC 2501 è una galassia lenticolare situata nella costellazione della Poppa, a una distanza di circa 116 milioni di anni luce dalla nostra Via Lattea.

## Scoperta
La galassia è stata scoperta il 14 febbraio 1836 dall'astronomo britannico John Herschel.

## Descrizione
NGC 2501 presenta una larga riga a 21 cm dell'idrogeno neutro.

## Supernova
Il 17 novembre 2014, all'interno di NGC 2501 è stata scoperta la supernova SN 2014dv da Zheng e Filippenko nel corso del programma LOSS (Lick Observatory Supernova Search) dell'Osservatorio Lick. La supernova è stata classificata di tipo Ia.